# طرح آزمایش
طرح آزمایش (به انگلیسی: Design of Experiments) به اختصار (DOX و یا DOE) یا طرح آزمایشی (به انگلیسی: Experimental Design) به طراحی مجموعه‌ای از آزمایشها به منظور دستیابی به  بهینه‌ترین تعداد آزمایش (به انگلیسی: Experiments) در حالی که چندین متغیر در فرایند تبدیل ورودی به خروجی گفته می‌شود.
در آمار طراحی آزمایش معمولاً به طراحی آزمایش کنترل‌شده گفته می‌شود هرچند انواع دیگر آزمایشها مانند نظرسنجی و آزمایش‌های علوم طبیعی نیز وجود دارند.
در گذشته اکثر کارهای تحقیقاتی انجام آزمایش با حفظ تمام عوامل و تنها تغییر یک عامل و محاسبه تأثیر آن متغیر بر آزمایش انجام می‌گشت،  
فرض کنید در فرایندی چهار عامل بر آن تأثیر دارد، مورد بررسی است، اگر بخواهیم هر عامل در سه مقدار (سطح) متفاوت  a,b,c انجام گیرد تعداد کل آزمایشهای لازم برابر خواهد بود با ۳ (تعداد تغییر) به توان ۴ (تعداد متغیر) که برابر است با ۸۱ آزمایش. اگر با ۱۶ آزمایش (۲۰٪ کل آزمایش‌ها) بتوان به همان نتایج دست یافت، این امر نتیجه علم طراحی آزمایش است. به عبارت دیگر تلاش همه محققان رشته طراحی آزمایش، کاهش تعداد آزمایشها با انتخاب بخشی از کل آزمایشهای لازم جهت رسیدن به هدف بوده‌است. مسئله اصلی، انتخاب تعدادی آزمایش از کل آزمایشها است که سبب بروز انواع طراحی آزمایش شده‌است.
در طراحی آزمایش، طراح معمولاً علاقه‌مند به بررسی اثر برخی متغیرها یا دخالت‌ها (مانند معالجات) در مقادیر یا رفتار متغیرهای پاسخ است. طراحی آزمایش موضوع بحث گستره زیادی از علوم طبیعی و انسانی می‌باشد.

## کاربرد طراحی آزمایش
مزایای کاربرد در مرحله توسعه:
1. کاهش نوسانات خروجی فرایند
2. کاهش زمان توسعه فرایند
3. کاهش هزینه‌های کلی

کاربرد در مرحله طراحی مهندسی:
1. ارزیابی و مقایسه انواع طرحهای پایه
2. ارزیابی انواع مواد
3. انتخاب عوامل طراحی به طوری که محصول در شرایط مختلف کار کند
4. تعیین عوامل کلیدی طراحی که بر کارایی محصول تأثیر می‌گذارند